# Tiamastus subtilis
Tiamastus subtilis är en loppart som först beskrevs av Jordan et Rothschild 1923.  Tiamastus subtilis ingår i släktet Tiamastus och familjen Rhopalopsyllidae. Inga underarter finns listade i Catalogue of Life.